# فردریک والدن
فردریک والدن (به انگلیسی: Frederick Walden) بازیکن فوتبال زادهٔ ۱ مارس ۱۸۸۸ اهل کشور انگلستان که سابقهٔ بازی در تیم ملی فوتبال انگلستان را در کارنامهٔ خود دارد. وی در تاریخ ۴ آوریل ۱۹۱۴ نخستین بازی ملی خود را در مقابل تیم ملی فوتبال اسکاتلند انجام داد و با حضور در ۲ بازی ملی، در تاریخ ۱۳ مارس ۱۹۲۲ واپسین بازی ملی‌اش را در برابر تیم ملی فوتبال ولز برگزار کرد.